# Cephalozia macounii
Cephalozia macounii là một loài rêu tản trong họ Cephaloziaceae. Loài này được (Austin) Spruce miêu tả khoa học lần đầu tiên năm 1882.